# Problem otwarty
Problem otwarty – zdefiniowany formalnie problem (zadanie), o którym wiadomo, że posiada rozwiązanie, jednak nie zostało ono jeszcze do tej pory odkryte. Niektóre spośród problemów otwartych matematyki, informatyki czy fizyki mają takie znaczenie praktyczne, że za ich rozwiązania zostały wyznaczone nagrody pieniężne.